# مؤسسة دونالد ترمب
مؤسسة دونالد جيه ترمب (بالإنجليزية: Donald J. Trump Foundation) هي مؤسسة خاصة معفاة من الضرائب مقرها نيويورك، أسسها دونالد ترمب في عام 1988 وتم حلها بأمر من المحكمة في عام 2018 بعد ظهور العديد من الانتهاكات القانونية.
تم إنشاء المؤسسة لتلقي العائدات المالية من كتاب ترمب الصادر عام 1987 بعنوان (ترمب: فن الصفقة) بالإضافة إلى التبرعات من الآخرين، وذلك للغرض المعلن وهو توزيع الأموال على القضايا الخيرية. خدم أبناء ترمب إيفانكا وإريك ودونالد جونيور في المجلس، الذي لم يجتمع بعد عام 1999. توقف ترمب عن المساهمة في المؤسسة في عام 2008، لكنه استمر في طلب التبرعات.
خضعت أنشطة المؤسسة للتدقيق خلال حملة الانتخابات الرئاسية لعام 2016، في البداية من قبل ديفيد فاهرينتهولد من صحيفة واشنطن بوست. اكتشف محققو إنفاذ القانون لاحقًا العديد من الانتهاكات الأخلاقية والقانونية، بما في ذلك الفشل في التسجيل في نيويورك، والتعامل الذاتي والتبرعات غير القانونية للحملات الانتخابية. في ديسمبر 2016، حاول ترمب حل المؤسسة، لكن مكتب المدعي العام لولاية نيويورك منع الحل في انتظار استكمال تحقيقاته. شغل ترمب منصب رئيسها حتى يناير 2017، بعد ثلاثة أيام من تنصيبه رئيسًا للولايات المتحدة.
في 14 يونيو 2018، رفعت المدعية العامة في نيويورك باربرا أندروود دعوى مدنية ضد المؤسسة، وترمب نفسه، وأبناء ترمب البالغين - إيفانكا وإريك ودونالد جونيور - زاعمة وجود "نمط صادم من عدم الشرعية" فيما يتعلق بأموال المؤسسة. في 18 ديسمبر 2018، أعلنت أندروود أن المؤسسة وافقت على الإغلاق تحت إشراف المحكمة وتوزيع أصولها المتبقية على الجمعيات الخيرية المعتمدة من المحكمة، على الرغم من أنها لم تنه التحقيقات مع المؤسسة ومديريها. في نوفمبر 2019، اعترف ترمب باستخدام المؤسسة لأغراض تجارية وسياسية، وأمر بدفع 2 مليون دولار كتعويض. بالإضافة إلى ذلك، طُلب من ترمب سداد مبلغ 11,525 دولارًا أمريكيًا إلى المؤسسة، والذي أضيف إلى مبلغ 1,797,598.30 دولارًا أمريكيًا الموجود بالفعل في الحساب المصرفي للمؤسسة. تم دفع الأموال بالإضافة إلى الأموال الموجودة في بنك المؤسسة إلى ثماني جمعيات خيرية في ديسمبر 2019.
إن إنهاء أعمال المؤسسة والتسوية لم يضعا حدًا للتحقيقات المتعلقة بالمؤسسة ومديريها، كما لم يحسما أي ملاحقات قضائية محتملة أخرى بحق ترمب وآخرين تنشأ عن تعاملاتهم من خلال المؤسسة أو بسببها. في 22 فبراير 2021، رفضت المحكمة العليا في قضية ترمب ضد فانس أي تأخير إضافي في إنتاج السجلات الضريبية لترمب من قبل شركة المحاسبة التابعة لترمب مازارز، بموجب استدعاء صدر في أغسطس 2019. سلمت شركة مازارز إلى فانس ملايين الصفحات من الوثائق التي تحتوي على الإقرارات الضريبية لترمب من يناير 2011 إلى أغسطس 2019، بالإضافة إلى البيانات المالية، واتفاقيات المشاركة، والوثائق المتعلقة بإعداد ومراجعة الإقرارات الضريبية، وأوراق العمل والاتصالات المتعلقة بالإقرارات الضريبية.

## ملخص

### الغرض والبنية المعلنة
أسس دونالد ترمب مؤسسة دونالد جيه ترمب في عام 1988 كمؤسسة خاصة. كان الغرض الأولي المعلن عنه هو توزيع عائدات كتاب ترمب (ترمب: فن الصفقة)، على القضايا الخيرية. مثل العديد من المؤسسات الخاصة الأخرى، لم تقم مؤسسة ترمب بإجراء أي برامج خيرية خاصة بها، بل منحت الأموال بدلاً من ذلك لمنظمات أخرى معفاة من الضرائب.
كان مقر المؤسسة في منظمة ترمب في مدينة نيويورك ولم يكن لديها موظفون مدفوعو الأجر أو مساحة مخصصة للمكاتب. وكان دونالد ترمب رئيسًا لها حتى يناير 2017، أي بعد ثلاثة أيام من تنصيبه رئيسًا للولايات المتحدة. وكان أبناء ترمب الثلاثة البالغين - إيفانكا ترمب، وإريك ترمب، ودونالد ترمب جونيور - مدرجين جميعًا في مجلس الإدارة، بالإضافة إلى أمين صندوق منظمة ترمب/المدير المالي ألين فايسلبيرج. في عام 2017، ادعى فايسلبيرج في إفادة أدلى بها لمحققي ولاية نيويورك أنه لم يكن على علم بأنه عضو في مجلس الإدارة "على الأقل خلال السنوات العشر أو الخمس عشرة الماضية". وفقًا للنائب العام في نيويورك، لم يجتمع المجلس بعد عام 1999. في عام 2015، صرح متحدث باسم منظمة ترمب لصحيفة نيويورك بوست أن ترمب اتخذ جميع القرارات المتعلقة بمنح أموال المؤسسة. وفقًا للنموذج 990 الذي قدّمته المؤسسة إلى دائرة الإيرادات الداخلية لعام 2013، فإن المديرين لم يخضعوا لأي "قيود أو حدود على الجوائز مثل المناطق الجغرافية، أو المجالات الخيرية، أو أنواع المؤسسات، أو عوامل أخرى" عند تقديم المنح.